# آگامای معمولی

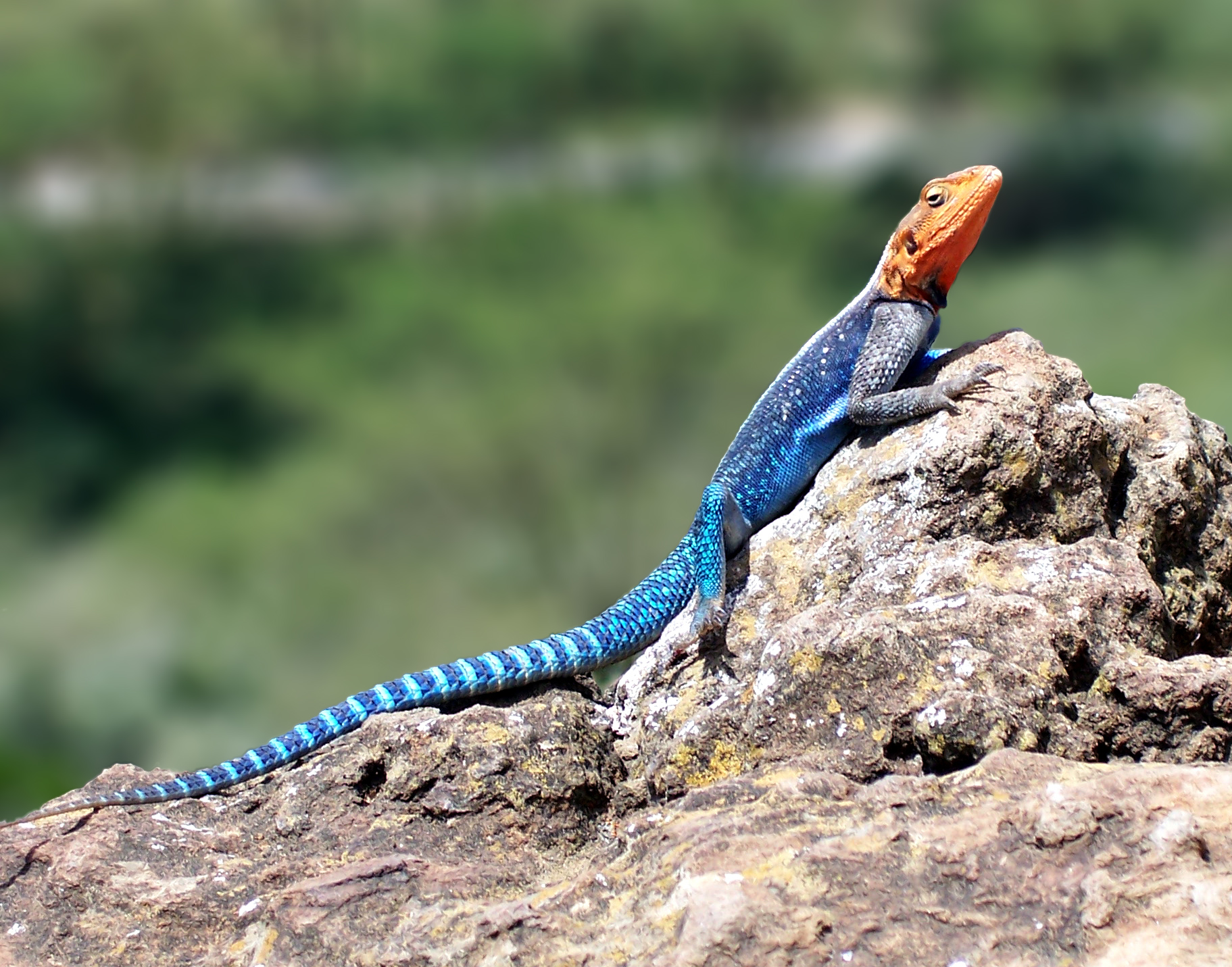
یک گونه نر در کنیا

آگامای معمولی، آگامای سرقرمز سنگی، یا آگامای رنگین‌کمانی ( آگاما آگاما) یک گونه از مارموک‌ها است که در تیره آگامیده(Agamidae) قرار دارد و اغلب در آفریقای سیاه یافت شده‌است.
این خزنده اغلب در گرمای روز دیده می‌شود.در فصل تولیدمثل نرها علائم چشمگیر خود را توسعه می‌دهند و سر، گردن و حتی دم به رنگ نارنجی روشن و بدن به رنگ آبی تیره درمی‌آید.نرها در فصل‌های دیگر به رنگ قهوه‌ای ساده هستند. ماده‌ها و کم‌سن‌ها اغلب به صورت مرموز و پنهان هستند.این خزنده می‌تواند از صخره‌ها و دیوارها بالا رود و تغذیه آن حشرات است.